# Horisme caliginosa
Horisme caliginosa là một loài bướm đêm trong họ Geometridae.